# Heteroconis tanzaniae
Heteroconis tanzaniae is een insect uit de familie van de dwerggaasvliegen (Coniopterygidae), die tot de orde netvleugeligen (Neuroptera) behoort. 
De wetenschappelijke naam Heteroconis tanzaniae is voor het eerst geldig gepubliceerd door Meinander in 1998.